# Наканоками
Наканоуган (яп. 仲御神島 наканоуган-дзима) — небольшой остров в островной группе Яэяма архипелага Рюкю. Административно относится к округу Такэтоми уезда Яэяма префектуры Окинава, Япония.
Необитаемый остров расположен к юго-западу от острова Ириомоте.
Высота острова составляет 102 м.

## Фотографии

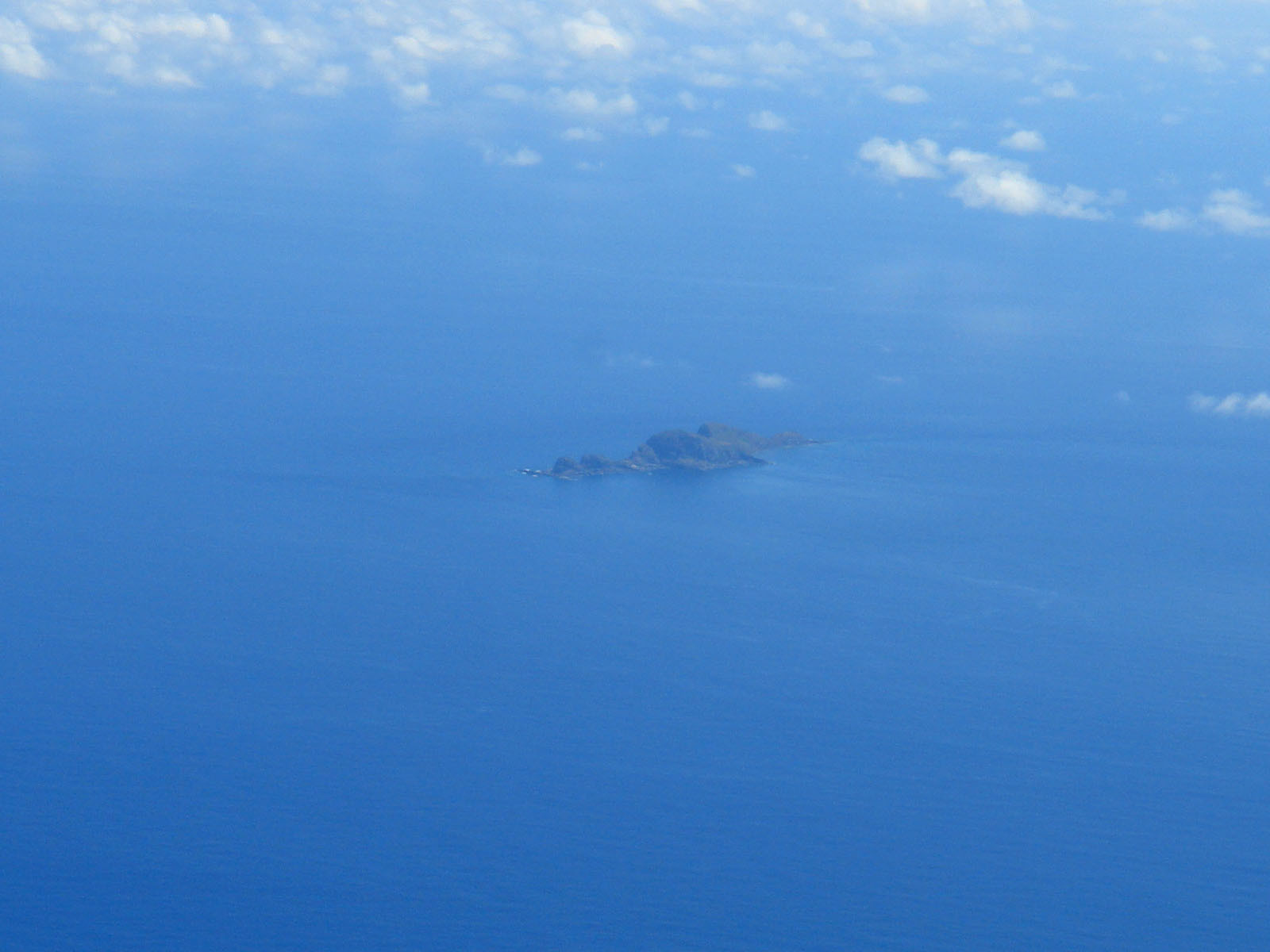
Остров Наканоками
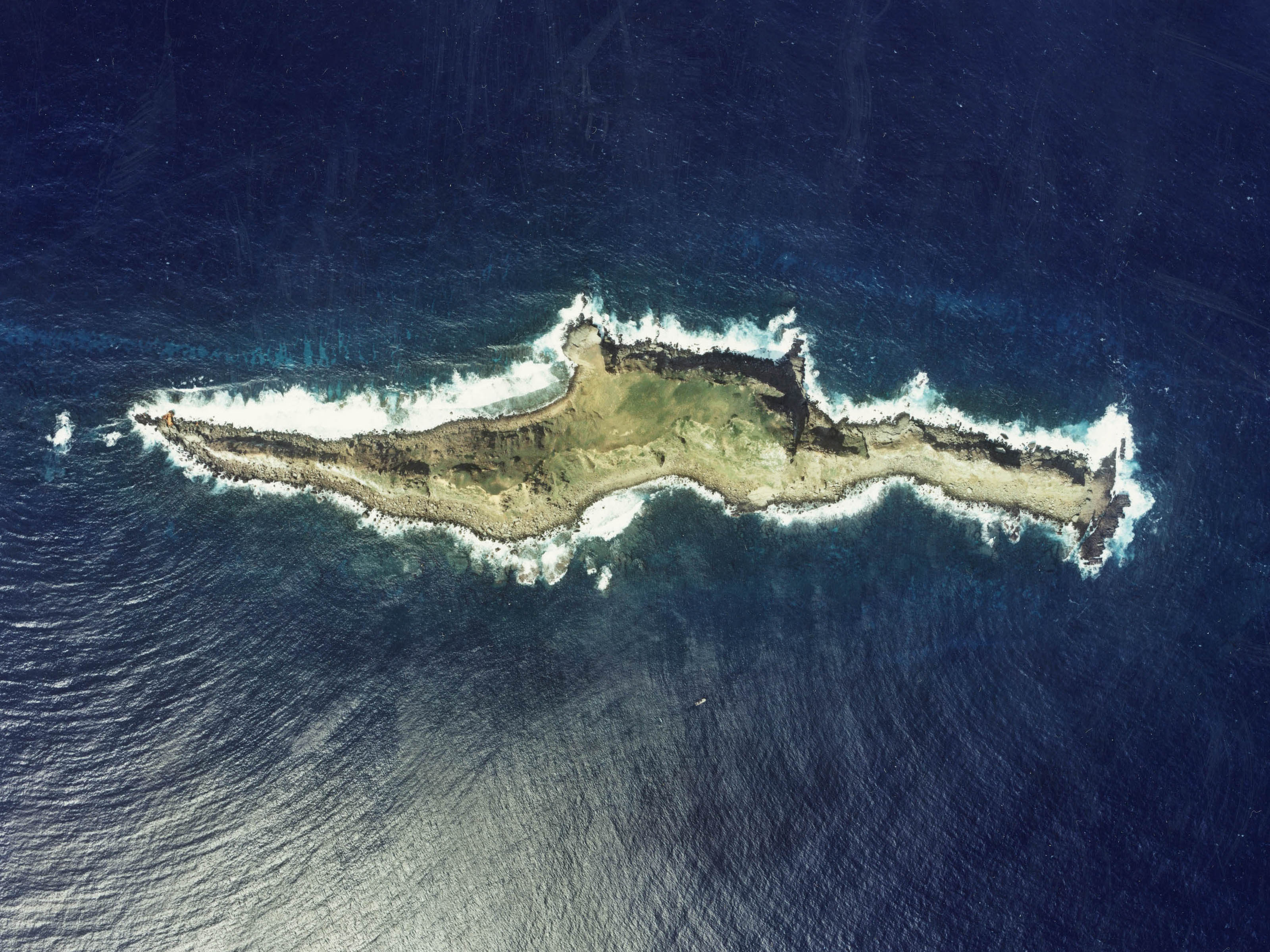
Снимок острова со спутника